# Kongpo
Pour les articles homonymes, voir Kongpo (homonymie).

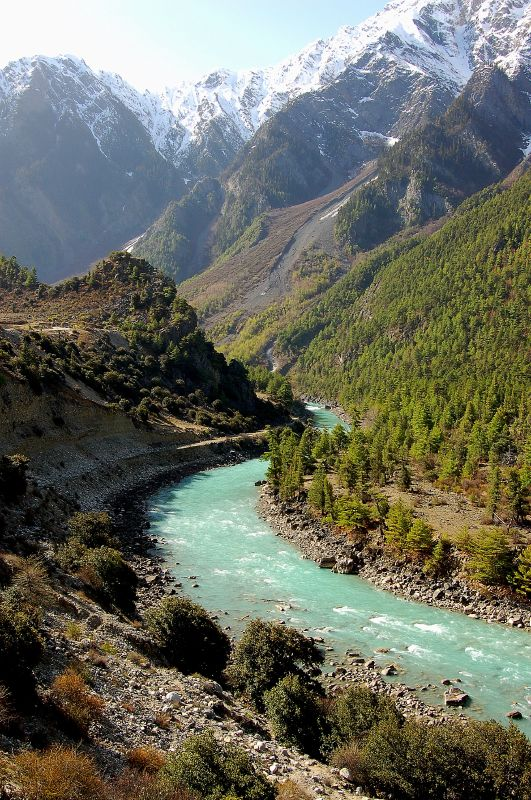
La Nyang Chu près de Kongpo Gyamda.

Le Kongpo aussi Kongbo et Kongbu (tibétain : ཀོང་པོ, Wylie : kong po, chinois : 工布地区 ; pinyin : gōngbù dìqū) est un ancien royaume de l'Himalaya et une des douze principautés du Tibet, qui était gouvernée par un roi. Large territoire de la partie sud-ouest du Kham, la région du Kongpo correspond approximativement aux actuels District de Bayi, Xian de Gongbo'gyamda et Xian de Mainling sur le territoire de la préfecture de Nyingchi, voire à la totalité de cette préfecture dans la partie sud-est de l'actuelle région autonome du Tibet, en République populaire de Chine. Si la région n'a plus d'existence officielle, elle n'en constitue pas moins, pour les Tibétains, une région bien distincte aux plans linguistique, culturel et même écologique. La rivière Nyang, principal affluent du Yarlung Tsangpo (Brahmapoutre) et la rivière Kyi, prennent chacune leur source dans cette région, sur le Mont Milha, situé dans l'actuel Xian de Gongbo'gyamda.

## Géographie
La région du Kongpo se situe entre la province de l'U-Tsang et celle du Kham.
Selon Bradley Mayhew et Robert Kelly, la région du Kongpo correspond approximativement au territoire de la préfecture de Nyingchi.
Pour Dagpo Rinpoché, natif de cette région, le dzong de Doungkar et le monastère de Doungkar sont situés dans le Kongpo.
La petite rivière du King Chung Rakar marque la frontière entre le Dakpo et le Kongpo.

## Histoire
Le tombeau du roi tibétain Drigum Tsenpo se trouve dans le Kongpo.
Une proclamation affirmant les pouvoirs du roi du Kongpo, dirigeant de la région, figure sur l'inscription de Temo, sur un doring du village de Yungdrung Dzin.
Le docteur Yutok Yonten Gonpo (708-833) fonda au Kongpo la première école de médecine du Tibet.
Au XVe siècle, Thang Tong Gyalpo se fournit en fer, lui permettant la construction de ponts suspendus à chaînes de fer, auprès des mines du Kongpo .
En 1642, la région de Kongpo est devenue le Gongbo'gyamda (chinois : 工布江达 ; pinyin : gōngbù jiāngdá), exprimant le fait qu'il est la source du fleuve[réf. nécessaire].
Ippolito Desideri (1684-1733) traversa le Kongpo qu'il décrit comme une province comportant une partie haute Kongtö et une basse Kongmé.

## Fêtes et traditions
Le nouvel an Kongpo est une tradition qui perdure et se déroule le 1er jour du 10e mois lunaire du calendrier tibétain.

## Personnalités
- Rolpe Dorje (1340-1383), le 4e karmapa.
- Deshin Shekpa (1384-1415), le 5e karmapa.
- Kunga Sangmo (1459-1502), nonne bouddhiste tibétaine, 2e Samding Dorje Phagmo.
- Paljor Dorje Shatra (1860-1919), Premier ministre tibétain
- Dungkar Lobsang Trinley (1927-1997), historien tibétain.
- Dagpo Lama Rinpoché, (1845-1919)
- Dagpo Rinpotché, né en 1932, lama franco-tibétain.
- Sonam Dolma Brauen, née en 1953, artiste tibéto-suisse contemporaine, peintre et sculpteur.
- Khandro Pema Dechen, (1923-2006)